# Prototype (игра)
Prototype  (рус. Прототип, [PROTOTYPE] в соответствии с логотипом) — компьютерная игра в жанре action-adventure с открытым миром, разработанная компанией Radical Entertainment и выпущенная Activision для платформ PlayStation 3, Xbox 360 и Windows в 2009 году. В 2015 году в составе комплекта Prototype Biohazard Bundle для платформ Xbox One, PlayStation 4 было выпущено переиздание игры.
Действие Prototype происходит в современном Нью-Йорке, на детально смоделированном острове Манхэттен, где по мере развития сюжета игры распространяется эпидемия, превращающая горожан в кровожадных мутантов. Главный герой игры, молодой человек по имени Алекс Мерсер, обнаруживает у себя сверхчеловеческие способности и вынужден скрываться на Манхэттене от спецслужб и военных, считающих его виновником эпидемии. Под управлением игрока Алекс Мерсер может свободно передвигаться в открытом мире игры, сражаясь с разнообразными противниками — от мутантов до военной техники — по крупицам собирая информацию о всём происходящем.

## Сюжет
Протагонист игры — молодой человек Алекс Мерсер. Он приходит в себя в морге в штаб-квартире корпорации «Гентек», расположенной на Манхэттене, в тот момент, когда его пытаются вскрыть. Когда Мерсер покидает здание, ему пытаются помешать бойцы спецподразделения «Чёрный Дозор» (англ. Blackwatch), Алекс обнаруживает у себя сверхчеловеческие способности, такие как: практическая неуязвимость к пулям, способность высоко прыгать, метать тяжёлые предметы, бегать по стенам зданий и «поглощать» людей, принимая их облик и «видя» их важные воспоминания. Так же у него есть способность мутировать — трансформировать своё тело, тем самым превращая свои конечности в смертоносное оружие, защищающий от любого урона щит и броню.
После поглощения одного из командиров «Чёрного Дозора», Алекс вспоминает, что у него есть сестра — Дана, и тут же отправляется к ней. Дана рассказывает, что он ранее работал в «Гентек» и был главой отдела, изучавшего биологическое оружие. Алекс оставляет Дану искать информацию о «Гентек», а сам отправляется в свою квартиру, но «Чёрный Дозор» взрывает её. Расправившись с военными, Мерсер поглощает их командира и вспоминает, что у него когда-то была девушка — Карен Паркер. Тем временем по городу распространяется неизвестный вирус, превращающий население в агрессивных зомби. Дана узнаёт, что у проекта «Чёрный Свет» (англ. Blacklight), над которым работал Алекс, была главная подопытная — Элизабет Грин, всё ещё содержащаяся в здании «Гентек». Мерсер освобождает её, но та сбегает и берёт под контроль армию заражённых.
Алекс отправляется к Карен Паркер, профессиональному микробиологу. Чтобы помочь ей изучить вирус, он собирает генетический материал из заражённых водонапорных башен, из которых вылупляются особо крупные обезьяноподобные заражённые — Охотники — и из «ульев», заражённых зданий, инкубирующих новых заражённых. Но в последнем улье он встречает капитана Кросса, спецагента «Чёрного Дозора» — Паркер предала Алекса. Кросс вкалывает Мерсеру сыворотку, нейтрализующую львиную долю его сил и делающую его слабее, но Алексу удаётся сбежать. Дана советует ему обратиться к доктору Рэгланду — патологоанатому, ранее работавшему в Гентек. Алекс на захваченном танке отвозит Рэгланда на разрушенную военную базу, где тот собирает материалы, касающиеся сыворотки и находит способ вылечить Мерсера. Алекс исцеляется, возвращает все свои прежние способности и приобретает новые (огромную руку-лезвие и броню). Когда Алекс возвращается в убежище Даны, её похищает охотник. Поглотив достаточное количество заражённых, Мерсер узнаёт, что Дану похитила Элизабет Грин и держит её в особо прочном улье в центре города. Разрушив стену улья при помощи термобарического танка, Алекс проникает внутрь и вводит в Грин сыворотку, разработанную Рэгландом, но её тело отвергает её — вместо излечения, Грин создаёт Высшего Охотника. Победив его, Алекс забирает Дану из улья. Но он не заметил, как нечаянно вступил в остатки охотника, и после того как он сбежал, из биомассы, в которую вступил Мерсер, стала появляться рука — Охотник регенерирует.
Параллельно, поглощая военных и гражданских, участвовавших в проекте, Алекс узнаёт историю вируса «Чёрного света». Он разрабатывался американской армией как биологическое оружие. В шестидесятых годах вирусом «Красный свет» был заражён городок Хоуп в Айдахо. Единственной выжившей была беременная Элизабет Грин, чьё тело изменило вирус и стало его источником. Дальнейшие исследования вируса проводились над ней и её ребёнком. И из образцов её биоматериала был создан вирус «Чёрный свет». Силы Чёрного Дозора переориентируются на борьбу с Алексом — распыляют по городу «Кровотоксин», отравляющий Мерсера, и создают отряды суперсолдат в спецэкипировке, способных практически на равных бороться с Алексом. Для борьбы с гидрами — созданными вирусом существами в виде щупалец, вылезающих из-под земли, «Чёрный Дозор» создаёт установку, закачивающую токсин под землю, и применяют её на Таймс-Сквер, что приводит к появлению исполинского существа, управляемого изнутри Элизабет Грин. Победив его с помощью «Чёрного Дозора», Алекс поглощает Грин.
По мобильному телефону с Алексом связывается некто, координирующий его дальнейшие действия и помогающий ему добраться до МакМаллена — главы проекта «Чёрный Свет», и тот проливает свет на происхождение сверхспособностей Алекса. Мерсер вспомнил, что, работая в «Гентек», он узнал, что «Чёрный Дозор» тайно избавляется от сотрудников проекта «Чёрный Свет», и решил сбежать, прихватив с собой пробирку с вирусом. Солдаты «Дозора» настигли его на Пенсильванском вокзале и перед смертью Алекс в ярости разбил пробирку. «Дозорные» расстреливают Мерсера, а вирус впитывается в его ткани и воспроизводит тело на их основе. Протагонист игры — не Алекс Мерсер в привычном понимании, а вирусный репликант: воплощённый вирус «Чёрный Свет», принявший форму и впитавший сознание первого попавшегося ему человека.
Контактом из мобильного телефона оказывается капитан Кросс. Он рассказывает Алексу, что генерал Рэндалл, в своё время уничтоживший Хоуп, не остановится ни перед чем, чтобы остановить распространение вируса, и уже отдал приказ о взрыве на Манхэттене атомного боезаряда. Чтобы остановить его, Кросс предлагает захватить полковника Таггарта, желающего сбежать с Манхэттена до взрыва. Сделав это, Мерсер и Кросс отправляются на борт авианосца Рейган, где находится штаб «Чёрного Дозора». Алекс убивает Рэндалла, но тут Кросс говорит, что, поглотив Мерсера, сможет пережить ядерный взрыв и превращается в Высшего Охотника. С большим трудом окончательно уничтожив охотника, использующего почти те же сверхспособности, что и у протагониста (например, он, как и Мерсер, способен создавать шипы из-под земли), Алекс отвозит уже запущенную бомбу на вертолёте в океан, где она и взрывается, тем самым он спас весь город.
В финальном видеоролике показано, что Алекс всё же смог пережить взрыв. Игра заканчивается его монологом, но в нём он уже говорит как вирус «Чёрный Свет», говоря об Мерсере как об отдельном человеке, тем не менее признавая, что Алекс — его часть. В титрах же идут разговоры журналистов и военных, по словам которых инфекция подавлена и город постепенно восстанавливается.

## Геймплей

Сражение с охотниками и солдатами внутри военной базы.

Основным преимуществом Prototype можно считать то, что город Нью-Йорк, а точнее район Манхэттен, с самого начала полностью доступен для посещения. В нём игроку предоставляется возможность выполнять как сюжетные, так и дополнительные миссии, в любом порядке и любыми доступными способами. Для ориентации в игровом пространстве существует карта, на которой отмечены все доступные для прохождения задания, а также стратегические точки расположения мутантов и военных. Границами карты являются водные ресурсы и перекрытые военной техникой мосты. При попытке покинуть город по главному герою наносится артиллерийский или ракетный удар (в зависимости от способа побега), после которого на высоком уровне сложности главный герой погибает или попадает в воду, из которой тут же выпрыгивает в сторону берега (то же самое происходит и в озёрах Центрального парка).
Перемещение по игровому пространству возможно как по горизонтальным, так и вертикальным поверхностям, при этом в отличие от моделей игрового паркура в таких играх, как Assassin's Creed и Mirror's Edge, перемещение по стенам домов в Prototype носит не реалистичный характер и реализовано в виде обычного бега. Падение с высоты в игре не приводит к уменьшению здоровья и может использоваться для атаки на противника. Кроме того, главный герой Prototype умеет очень высоко прыгать, а также некоторое время планировать в воздухе, при этом изменяя траекторию полета и при необходимости атакуя противника. Высота прыжка возрастает с остальными умениями героя по мере прохождения, также зависит от продолжительности нажатия кнопки прыжка. Планирование может осуществляться в два этапа: сначала герой планирует в воздухе с возможностью использования повторного прыжка, что даст возможность вновь набрать высоту и начать очередное планирование. Такую связку можно использовать только один раз с момента прыжка с поверхности.
Боевая система в игре основана на способности главного героя изменять своё тело, которое может считаться главным оружием в игре. Мерсер может превращать свои руки в кувалды, когти, клинок, хлыст и щит. Алекс может увеличивать свою мышечную массу для того, чтобы поднимать и бросать тяжёлые предметы, или превращать кожу в броню, что спасает от мощных атак. Кроме того главный герой способен видеть в темноте и отличать инфицированных существ от незараженных. Каждая способность имеет несколько слотов развития и улучшения. Способности главного героя разрешено комбинировать в зависимости от предпочтений игрока.
Кроме собственного тела, для атак и защиты главный герой может пользоваться различным огнестрельным оружием (штурмовые винтовки, ручные пулемёты, гранатометы, ракетницы), а также захватывать БТРы, танки, вертолёты и использовать их вооружение.
В начале игры набор доступных игроку суперсил минимален. Улучшение и развитие персонажа в «Prototype» происходит со временем, путём приобретения очков опыта, во время выполнения различных заданий и покупки на эти очки дополнительных способностей либо улучшений для уже имеющихся. При этом некоторые улучшения можно приобрести, только выполнив сюжетное задание. А для повышения навыков владения оружием и транспортными средствами предлагается проникать на военные базы и поглощать персонажей, обладающих нужным знанием.
Кроме открытого боя игроку также доступна возможность скрытого прохождения миссий. Стелс-элементы основаны не на переодевании или использовании теней для маскировки своего местонахождения, а на способности Мерсера принимать вид любого неигрового персонажа (кроме мутантов) и таким образом скрываться от погони или проникать на базы военных. Также в военной маскировке главный герой может вызвать артиллерийский удар по заранее отмеченной позиции или, не вызвав подозрений, сесть в танк. Со временем у Алекса появляется способность к стелс-поглощению неигровых персонажей, что дает возможность незаметно менять облик.
В отличие от большинства современных игр, где полоска жизни изначально отсутствует, в Prototype она есть и в начале игры достаточно мала, но так же, как и суперспособности, может подвергнуться апгрейду. Для пополнения очков жизни вместо аптечек предлагается использовать биологический материал жителей города. Самостоятельная регенерация героя максимально замедлена, но также может быть значительно улучшена.

## Игровой движок
| Минимальные системные требования игры | Минимальные системные требования игры | Минимальные системные требования игры |
| ------------------------------------- | --- | --- |
|                                       | Рекомендации | |
| Windows XP/Vista/7                    | | |
| ОС                                    | Windows XP Service Pack 2, Windows Vista Service Pack 1, Windows 7                                                                             | Windows XP Service Pack 2, Windows Vista Service Pack 1, Windows 7                                                                             |
| ЦПУ                                   | Intel Core 2 Duo 1.86 GHz или AMD Athlon 64 X2 4000+ или лучше                                                                                 | Intel Core 2 Duo 1.86 GHz или AMD Athlon 64 X2 4000+ или лучше                                                                                 |
| Объём ОЗУ                             | 1 GB (XP) 2GB (Vista) | 1 GB (XP) 2GB (Vista) |
| Место на диске                        | 8 GB (плюс 500MB для файла подкачки) | 8 GB (плюс 500MB для файла подкачки) |
| Видеокарта                            | DirectX 9.0c-совместимая графическая карта с 256 MB видеопамяти (NVIDIA 7800GT/ATI Radeon X1800 256 MB или лучше) и поддержка Pixel Shader 3.0 | DirectX 9.0c-совместимая графическая карта с 256 MB видеопамяти (NVIDIA 7800GT/ATI Radeon X1800 256 MB или лучше) и поддержка Pixel Shader 3.0 |
| Звуковая плата                        | 100% DirectX 9.0c-совместимая | 100% DirectX 9.0c-совместимая |
| Устройства ввода                      | клавиатура, компьютерная мышь | клавиатура, компьютерная мышь |

В игре используется игровой движок Titanium, разработанный студией Radical Entertainment.
В игре достаточно большой набор разрушаемого окружения, игрок может поднимать и бросать машины, ящики и т. п., взрывать цистерны, разрушать некоторые дома, в том числе дома, превращенные в ульи, или базы военных, ломать деревья, фонарные столбы и т. д. Благодаря этому игру можно отнести к sandbox-играм, дающим возможность для использования различных стилей прохождения тех или иных миссий. Также в игре реализован эффект смены дня и ночи.

## Оценки
| Сводный рейтинг       | Сводный рейтинг                           |
| Агрегатор             | Оценка                                    |
| --------------------- | ----------------------------------------- |
| GameRankings          | 81,82 % (ПК) 79,85 % (X360) 79,81 % (PS3) |
| Иноязычные издания    |                                           |
| Издание               | Оценка                                    |
| Game Informer         | 7,25/10                                   |
| GameRevolution        | C+                                        |
| GameSpot              | 8,5/10                                    |
| GameTrailers          | 8,6/10                                    |
| IGN                   | 7,5/10                                    |
| Русскоязычные издания |                                           |
| Издание               | Оценка                                    |
| 3DNews                | 8,5/10                                    |
| Absolute Games        | 75 %                                      |
| «Игромания»           | 8/10                                      |

Игра заняла третье место в номинации «Экшен года» (2009) журнала «Игромания».